# Derek Jeter

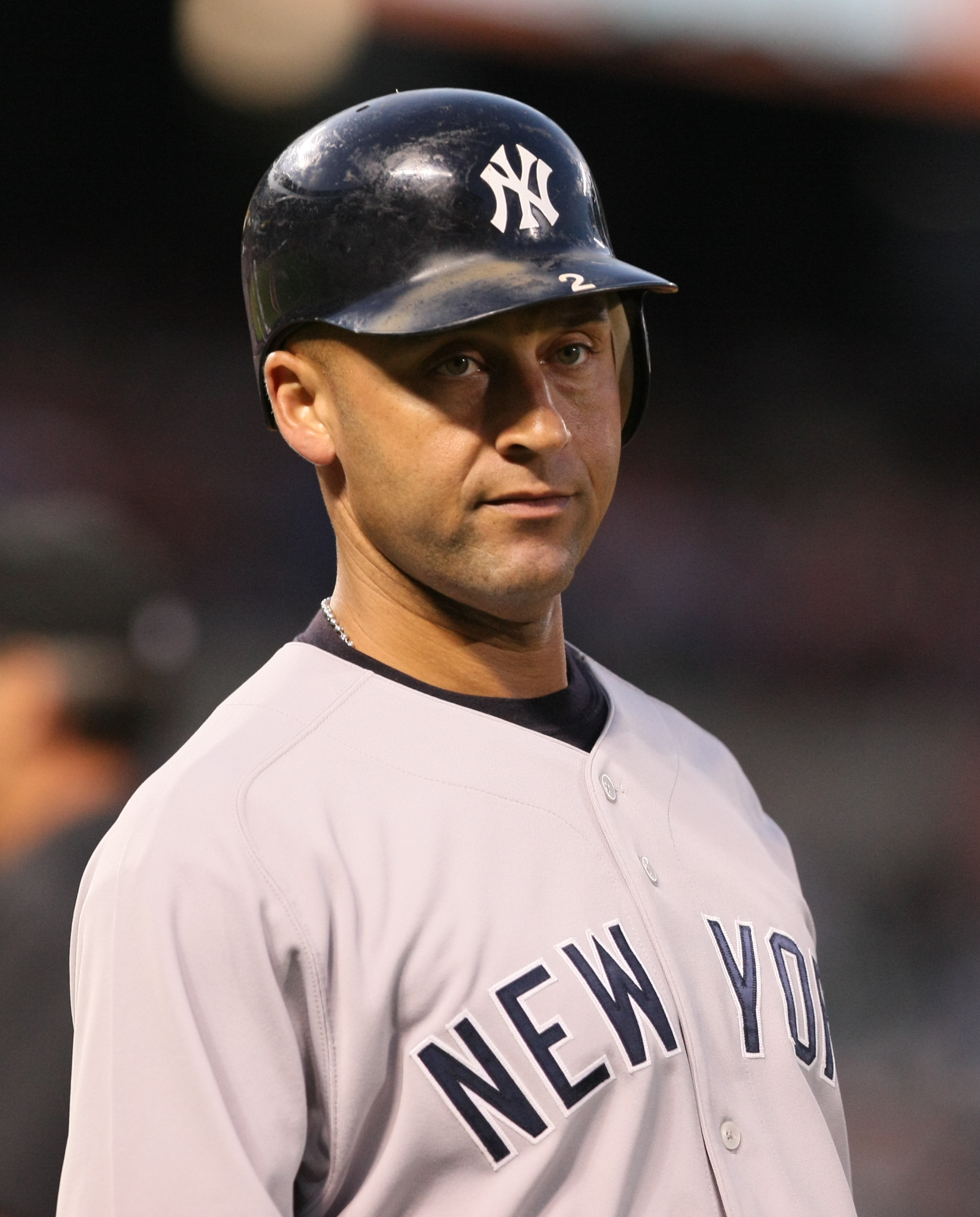
Jeter i New York Yankees dräkt 2009.

Derek Sanderson Jeter, född den 26 juni 1974 i Pequannock i New Jersey, är en amerikansk före detta professionell basebollspelare som spelade 20 säsonger i Major League Baseball (MLB) 1995–2014. Jeter var shortstop.
Jeter spelade hela sin karriär för New York Yankees och anses av många ha varit en av MLB:s bästa spelare i sin generation, en av MLB:s bästa shortstops genom tiderna och en av Yankees bästa spelare genom tiderna. Han var bland de bästa i American League (AL) avseende hits och poäng under många säsonger. Vad gäller hits presterade han flera anmärkningsvärda bedrifter. Han slog den 11 september 2009 klubbrekordet för Yankees sedan han med sin 2 722:a hit passerade National Baseball Hall of Fame-medlemmen Lou Gehrig. Vidare blev Jeter den 9 juli 2011 den 28:e spelaren (och den första Yankees-spelaren) i MLB:s historia att nå drömgränsen 3 000 hits. Jeter blev den 11 augusti 2012 den andra spelaren i MLB:s historia efter Hank Aaron att slå minst 150 hits under 17 raka säsonger. Den 13 september 2012 nådde Jeter tionde plats i MLB:s historia sedan han med sin 3 283:e hit tangerade Hall of Fame-medlemmen Willie Mays. Hans klättring uppför topplistan fortsatte den 3 september 2013, när han passerade Hall of Fame-medlemmen Eddie Collins med sin 3 315:e hit (nia), den 6 april 2014, när han passerade Hall of Fame-medlemmen Paul Molitor med sin 3 320:e hit (åtta), den 28 juli 2014, när han passerade Hall of Fame-medlemmen Carl Yastrzemski med sin 3 420:e hit (sjua) och den 11 augusti 2014, när han passerade Hall of Fame-medlemmen Honus Wagner med sin 3 431:a hit (sexa).
Jeter var Yankees lagkapten 2003–2014, en ovanlig ära i MLB. Han var en av Yankees populäraste spelare då han dels var med klubben så länge, efter att ha kommit upp via klubbens farmarklubbar, dels var med och vann World Series flera gånger. Han var även omtyckt för sin jordnära framtoning och ansågs vara en mycket god förebild och ambassadör för sporten. Han var under många år på 1990- och 2000-talen tillsammans med Mariano Rivera, Andy Pettitte och Jorge Posada en del av en Yankees-kvartett som kallades The Core Four.
Jeter togs ut till MLB:s all star-match 14 gånger och han vann både Silver Slugger Award och Gold Glove Award fem gånger.
2020 valdes Jeter in i National Baseball Hall of Fame på första försöket med 99,7 % av rösterna (396 av 397 möjliga), vilket var den högsta andelen någonsin för en icke-pitcher.

## Karriär

### Major League Baseball

#### New York Yankees
Jeter debuterade i MLB den 29 maj 1995 och året därpå vann han AL:s Rookie of the Year Award som årets bästa nykomling. 1996 hjälpte han också Yankees att vinna World Series och Jeter var även med när Yankees vann World Series 1998, 1999, 2000 och 2009. 2000 blev Jeter den första spelaren i MLB:s historia att utses till mest värdefulla spelare (MVP) i både all star-matchen och i World Series samma säsong.
Jeter hade en mycket bra säsong 2012, särskilt med tanke på hans höga ålder (38 år). Han hade flest hits i AL (216), vilket var flest i MLB:s historia av en shortstop som var 38 år eller äldre och näst flest i MLB:s historia av alla spelare i den åldern. Även hans total bases (293) var flest i MLB:s historia av en shortstop i den åldern och hans slaggenomsnitt (0,316) var näst högst i MLB:s historia av en shortstop i den åldern. Under slutspelet 2012 blev Jeter den första spelaren i MLB:s historia att nå 200 hits i slutspelet under karriären. I samma match bröt han dock vänster vrist och missade resten av slutspelet. Han opererades den 20 oktober och man räknade då med att det skulle ta fyra till fem månader innan han var redo för spel igen.
Jeter hade hoppats vara tillbaka efter skadan i tid till första matchen 2013, men strax innan säsongsstarten stod det klart att han skulle tvingas inleda säsongen på skadelistan. Ett par veckor in på säsongen visade det sig att Jeter fått en ny, men mindre, fraktur på vristen, vilket innebar att han troligen inte skulle kunna göra comeback förrän efter all star-matchen i början av juli. Jeters efterlängtade comeback kom till slut den 11 juli 2013, strax före all star-matchen, men i samma match skadade han höger lårmuskel, vilket ledde till att han återigen hamnade på skadelistan. Därefter spelade han fyra matcher innan han drabbades av en muskelbristning i höger vad. Han tvingades ånyo till skadelistan och tyckte själv att säsongen hade utvecklats till en "mardröm". Antalet missade matcher 2013 efter den senast nämnda skadeperioden (125) översteg antalet matcher han missat dessförinnan under hela sin karriär under sammanlagt fem skadeperioder (82). Jeter missade därefter ytterligare matcher på grund av ömhet i sin opererade vrist och den 12 september placerades han för fjärde och sista gången för säsongen på skadelistan. Jeter spelade bara 17 matcher 2013 och hans slaggenomsnitt var låga 0,190 med en homerun och sju RBI:s (inslagna poäng). Efter säsongen kom han och Yankees överens om ett ettårskontrakt värt tolv miljoner dollar i stället för de 9,5 miljoner dollar som Jeter hade rätt till.
Inför säsongen 2014 tillkännagav Jeter att säsongen, hans 20:e, skulle bli hans sista i karriären. Han uppgav att hans många skador de föregående säsongerna hade satt sina spår och gjort att han upplevde sporten som mer av en kamp och att det inte var lika roligt att spela längre. I samband med tillkännagivandet hyllades han av bland andra basebollkommissarien Bud Selig. Precis som för lagkamraten Mariano Rivera föregående år blev hela säsongen en avskedsturné där Jeter hyllades varje gång han kom till en bortaarena för sista gången, vilket hände redan i första matchserien mot Houston Astros och som senare under säsongen inbegrep en uppvaktning av förre presidenten George W. Bush. Den 11 juni nådde han milstolpen 350 stulna baser under karriären, och blev därmed den tredje spelaren i MLB:s historia efter Rickey Henderson och Craig Biggio att nå minst 3 000 hits, 350 stulna baser och 250 homeruns. I början av juli togs han ut till sin 14:e och sista all star-match, och i slutet av samma månad satte han nytt klubbrekord i antal doubles med 535. Han passerade därmed Lou Gehrig, som hade det tidigare rekordet. Under de sista veckorna av säsongen bar Yankees spelare en speciell lapp på tröjorna och kepsarna som hedrade Jeters tid i klubben. Den 7 september hyllades han av Yankees under "Derek Jeter Day" i Yankee Stadium. Bland gästerna märktes flera av Jeters närmaste släktingar samt Joe Torre, Paul O'Neill, Reggie Jackson, Gene Monahan, Hideki Matsui, David Cone, Bernie Williams, Tim Raines, Gerald Williams, Mariano Rivera, Jorge Posada, Cal Ripken Jr, Dave Winfield och Michael Jordan. Med bara någon vecka kvar av säsongen gick Jeter upp på ensam nionde plats i MLB:s historia i poäng (1 920) och gick i samma match även upp i topp 100 i MLB:s historia i RBI:s (1 303). I sin sista match i Yankee Stadium den 25 september slog han en walk-off single i botten av nionde inningen. Efter matchen hyllades han länge av hemmafansen och närvarade gjorde också Joe Torre, Andy Pettitte, Mariano Rivera, Bernie Williams, Jorge Posada och Gerald Williams. Sin sista match i karriären spelade han den 28 september 2014 mot Yankees ärkerival Boston Red Sox. Han slutade karriären med 3 465 hits, sjätte flest i MLB:s historia och flest i Yankees historia. Han var även bäst i Yankees historia avseende spelade matcher (2 747), at bats (11 195), poäng (1 923), doubles (544) och stulna baser (358), och hans slaggenomsnitt under karriären slutade på 0,310.

### Internationellt
Jeter representerade USA vid World Baseball Classic 2006 och 2009. 2006 spelade han sex matcher och hade ett slaggenomsnitt på 0,450, inga homeruns och en RBI och 2009 spelade han åtta matcher och hade ett slaggenomsnitt på 0,276, inga homeruns och inga RBI:s.

## Efter karriären
I maj 2017 pensionerade Yankees Jeters tröjnummer 2. Det var det sista ensiffriga tröjnumret som inte redan var pensionerat av klubben (förutom 0). På plats för att fira honom var bland andra Andy Pettitte, Jorge Posada, Mariano Rivera, Reggie Jackson och Joe Torre.
Senare samma år var Jeter en av investerarna som köpte MLB-klubben Miami Marlins, där han blev verkställande direktör.
2020 valdes Jeter in i National Baseball Hall of Fame på första försöket med 99,7 % av rösterna (396 av 397 möjliga), vilket var den högsta andelen någonsin för en icke-pitcher. Den enda som fram till dess blivit enhälligt invald var Jeters gamla lagkamrat Mariano Rivera.
I februari 2022 meddelade Jeter att han sade upp sig från arbetet som verkställande direktör för Miami Marlins och att han även skulle sälja sin andel i klubben.
Ett år senare fick Jeter jobb som expertkommentator på tv-kanalen Fox Sports.

## Privatliv
I juli 2016 gifte Jeter sig med modellen Hannah Davis. De fick sitt första barn, dottern Bella Raine, i augusti 2017. Deras andra dotter, Story Grey, föddes i januari 2019 och deras tredje dotter, River Rose, föddes i december 2021.